# 鋸齒龍屬
鋸齒龍屬（屬名：Pareiasaurus）又譯巨齒龍，是已滅絕爬行動物的一屬，屬於無孔亞綱鋸齒龍類，生存於二疊紀。
鋸齒龍是種大型四足動物，身長約2.5公尺（8呎4吋），擁有大象般的腿，以半直立姿勢行走。牠的頭骨有數根尖狀物與瘤狀突起。鋸齒龍的葉狀牙齒適合咬碎堅硬的植物，顯示牠們是草食性動物。齶骨有牙齒。

## 照片

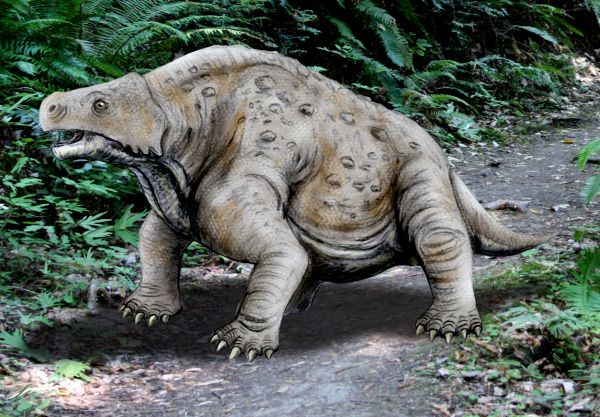
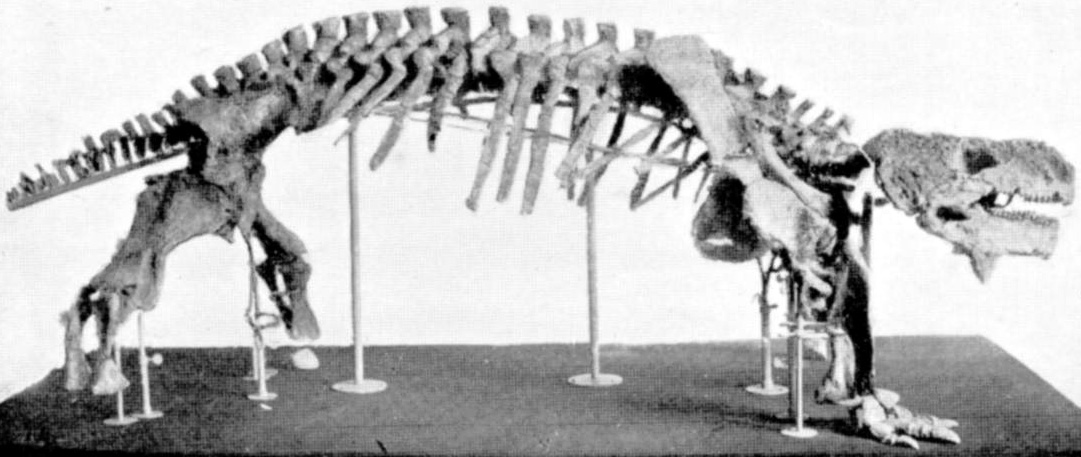
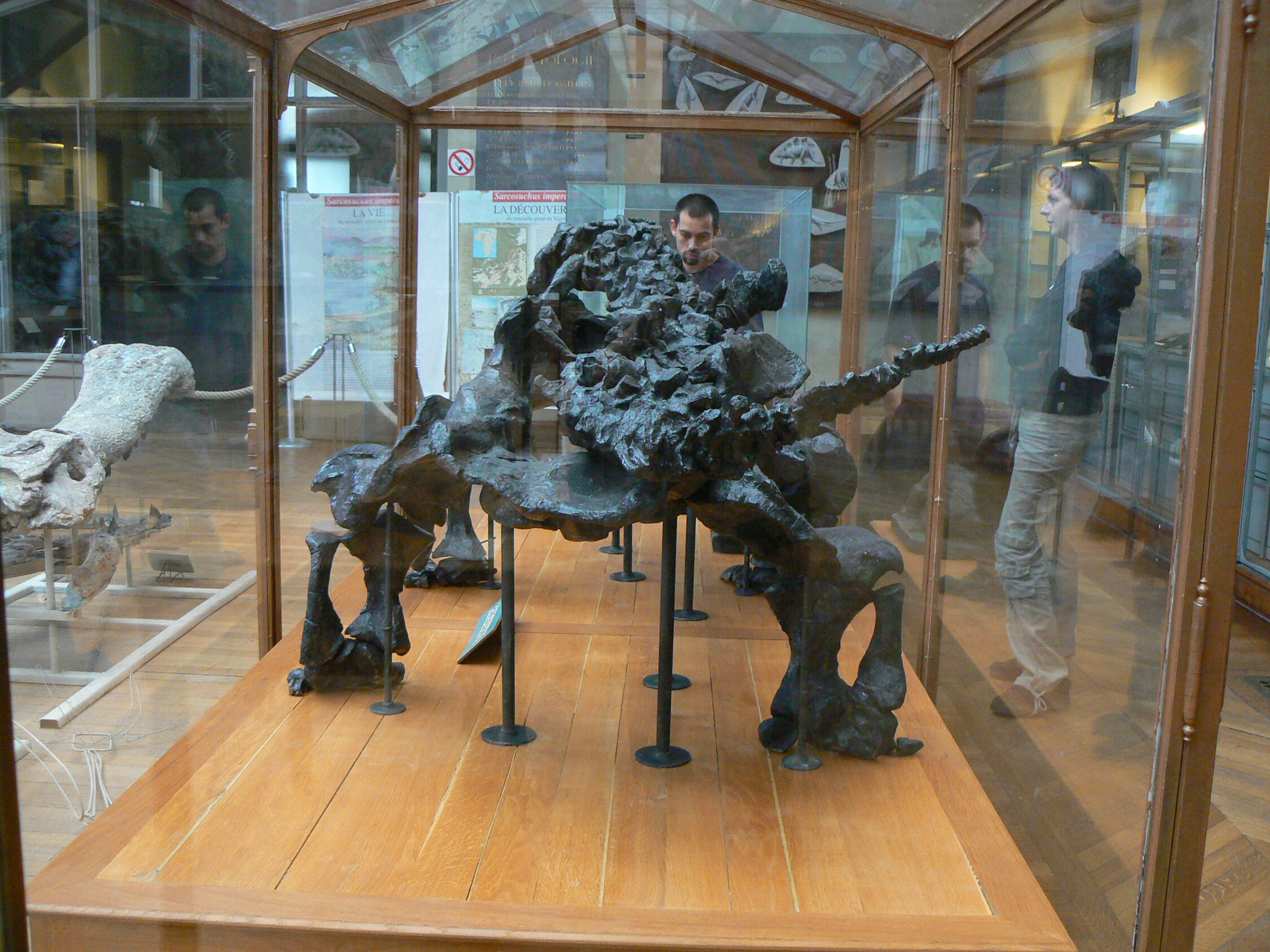